# つるぎ町立錦谷小学校
つるぎ町立錦谷小学校（つるぎちょうりつ にしきたにしょうがっこう）は、かつて徳島県美馬郡つるぎ町一宇字川又にあった公立小学校。
児童数の減少などの理由で2003年3月31日をもって休校し、同年4月1日に一宇村立古見小学校（現つるぎ町立古見小学校）に統合された。

## 概要
- 吉野川の支流の支流、さらにその支流川又川の岸辺に校舎跡はある[1]。
- 旧一宇村の最も奥にあった学校である[1]。
- 幼稚園が併設されていた[1]。
- 1998年、1999年4月に入学生が0人場合は休校と検討されていた[1]。

## 基礎データ
全校生徒数
- 4人（1991年度（平成3年度）当時）[1]

全卒業生数　
- ？人

## 沿革
- 1874年（明治7年） - 創立。
- 1947年（昭和22年）4月1日 - 学制改革により、一宇村錦谷小学校と改称。
- 2003年（平成15年）3月31日 - 休校[1]。
- 2005年（平成17年）3月1日 - 町村合併により、つるぎ町立錦谷小学校と改称。

## 交通

### 最寄駅
- JR徳島線貞光駅

## 統合先小学校
- つるぎ町立古見小学校（2015年3月31日休校。）
- つるぎ町立貞光小学校

## 進学先中学校
- つるぎ町立一宇中学校（2010年3月31日休校。）
- つるぎ町立貞光中学校